# Trôm mề gà
Trôm mề gà tên khác: sang sé, sảng, trôm lá mác, trôm thon, che van (danh pháp khoa học: Sterculia lanceolata) là một loài thực vật có hoa trong họ Cẩm quỳ (Malvaceae). Loài này được Antonio José Cavanilles miêu tả khoa học đầu tiên năm 1788.
Cây gỗ nhỏ trong rừng, cao từ 6-12m, có cành non thường mảnh và có phủ lông. Lá mọc đơn, đính cách, tập trung ở đầu cành. Phiến lá hình bầu dục hoặc thon ngược, mặt dưới phiến lá có phủ nhẹ lớp lông hình sao. Hoa dạng tự chùm. Quả dạng quả đậu dài 5–8 cm, đính chùm sát gốc quả, thường chín vào tháng 6-8, khi chín quả màu đỏ và thường mở nang 1 bên, bề mặt quả thường có lớp lông mỏng. Hạt bên trong màu đen, mỗi quả có từ 4-7 hạt, hạt có kích thước 9-12mm.
Ở Việt Nam loài phân bổ từ Hòa Bình, Quảng Ninh trở vào đến Bạch Mã, trước đây cũng đã từng ghi nhận có phân bổ ở vùng Cà Ná.